# Śmiergust

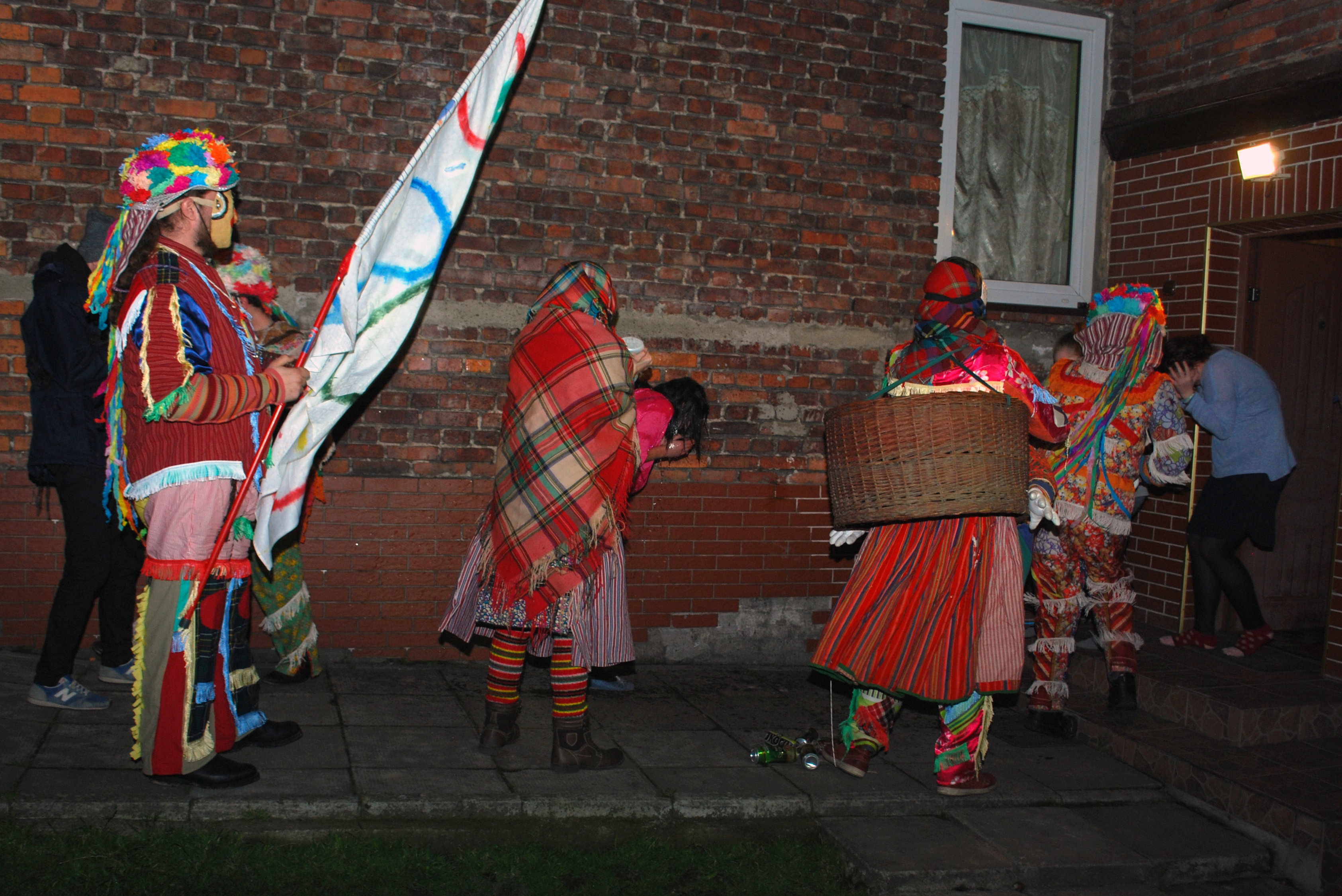
Śmierguśnicy w Wilamowicach – polewanie wodą panien w noc z Wielkanocy na Poniedziałek Wielkanocny.

Śmiergust – długoletnia tradycja polewania wodą panien na wydaniu przez młodzieńców w lany poniedziałek na rynku w Wilamowicach oraz Brzeszczach i w wigilię tego dnia, w domach poszczególnych panien. Grupy „Śmierguśników”, to obrzędowe grupy przebierańców, noszących „śmierguśnickie przebranie” spotykane najczęściej w Poniedziałek Wielkanocny i uczestniczące w obrzędzie Śmiergustów.

## Rys geohistoryczny
Tradycja Śmiergustu jest związana z chodzeniem grup przebierańców po wsi, odwiedzaniem domów i polewaniem dziewcząt do wtóru muzyki. W drugi dzień Świąt Wielkanocy jest dużo rzadsza i występowała głównie na obszarze północno -zachodniej części ziemi oświęcimskiej, m.in. w Kozach i Wilamowicach. Obrzęd ten po raz pierwszy opisał Józef Latosiński w Monografii miasteczka Wilamowic z 1909 roku: „(…) W drugie święto Wielkiejnocy, popołudniu, przebierają się młodzieńcy za dziewczęta, a dorosłe dziewczęta za młodzieńców, czasem w maski i wśród dźwięków harmonii obchodzą domy lejąc wodą przechodniów; obchód ten zowie się „śmirgust”. (…)”.

## Postacie śmierguśników i przebieg Śmiergustu

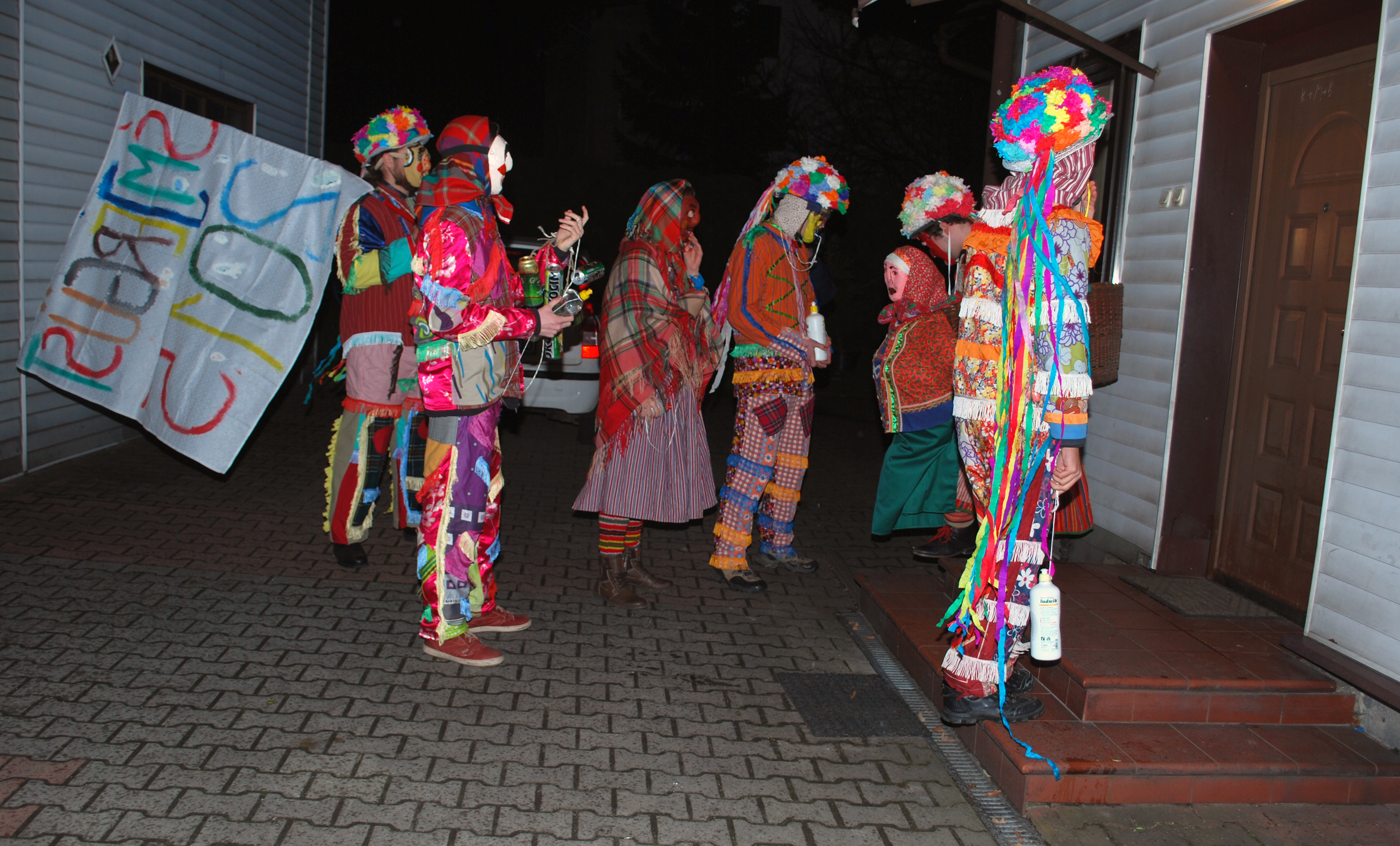
Obchodzenie domów przez śmiergustników – wielkanocnych przebierańców w Wilamowicach.

Śmierguśnicy byli poprzebierani za różne postacie: „(...) lekarzy, Żydów, kominiarzy, furmanów bądź (...) kobiety. Z czasem zaczęli oni używać strojów szytych ze skrawków i resztek zniszczonych strojów kobiecych, dających wielobarwny i pstrokaty efekt”. Inne źródła mówią też o występowaniu postaci policjanta i misia. Ubiór dopełniały też kapelusze z kwiatami z bibuły, które miały symbolizować zbliżającą się wiosnę i samodzielnie wykonane, pomalowane maski z masy papierowej, które miały uniemożliwić rozpoznanie ich właściciela.
Śmierguśnikami byli mężczyźni w wieku 16–25 lat, którzy przez całą noc maszerowali od domu do domu i po polaniu dziewczyn otrzymywali w poszczególnych domach poczęstunek i napitek. Jolanta Danek, etnograf z Wilamowic, wspomina, że „(...) już w niedzielę wieczorem mężczyźni gromadzą się w domu któregoś ze śmierguśników”. W grupach śmierguśników znajdował się harmonista, który towarzyszył im w Niedzielę Wielkanocną, jak i w Poniedziałek Wielkanocny.
Śmierguśnicy „chodzą od domu do domu, tam gdzie są panny na wydaniu. Często mają okazję zajrzeć do takich gospodarstw, do których na co dzień nie odważyliby się wstąpić. Polewają dziewczęta wodą i wspólnie się weselą, tańczą, śpiewają”. Zgodnie z tradycją, te panny, które były bardziej mokre, miały mieć większe powodzenie u płci przeciwnej, co oznaczało dla nich rychłe zamążpójście.
Według wiersza Józefa Gary Dy wymysöjer Śmiergüśnika ("Wilamowscy Śmierguśnicy"):
„(...) Śmierguśnicy muszą wiedzieć i pamiętać

żeby nie opuścić żadnego domu gdzie są dziewczyny tego typu
 
albowiem dziewczyna by się obraziła(...)”.
Grupy śmierguśników kontynuowały polewanie wodą w Poniedziałek Wielkanocny. Śmierguśnicy gromadzili się na rynku i gdy dziewczyny wychodziły z kościoła, wyłapywali je i oblewali. Przebierańcy robili też różne widowiska oraz żarty z gospodarzy (bywało, że potrafili wynieść wóz na dach stodoły). Ich przybycie zwiastował hałas ciągniętych puszek, gwizdków i trąbek, a ich zabawie towarzyszył śpiew i muzyka. Odgłosy te i muzyka miały symboliczne znaczenie – miały na celu przywoływać „uśpione życie przyrody”.

## Zapomniane tradycje

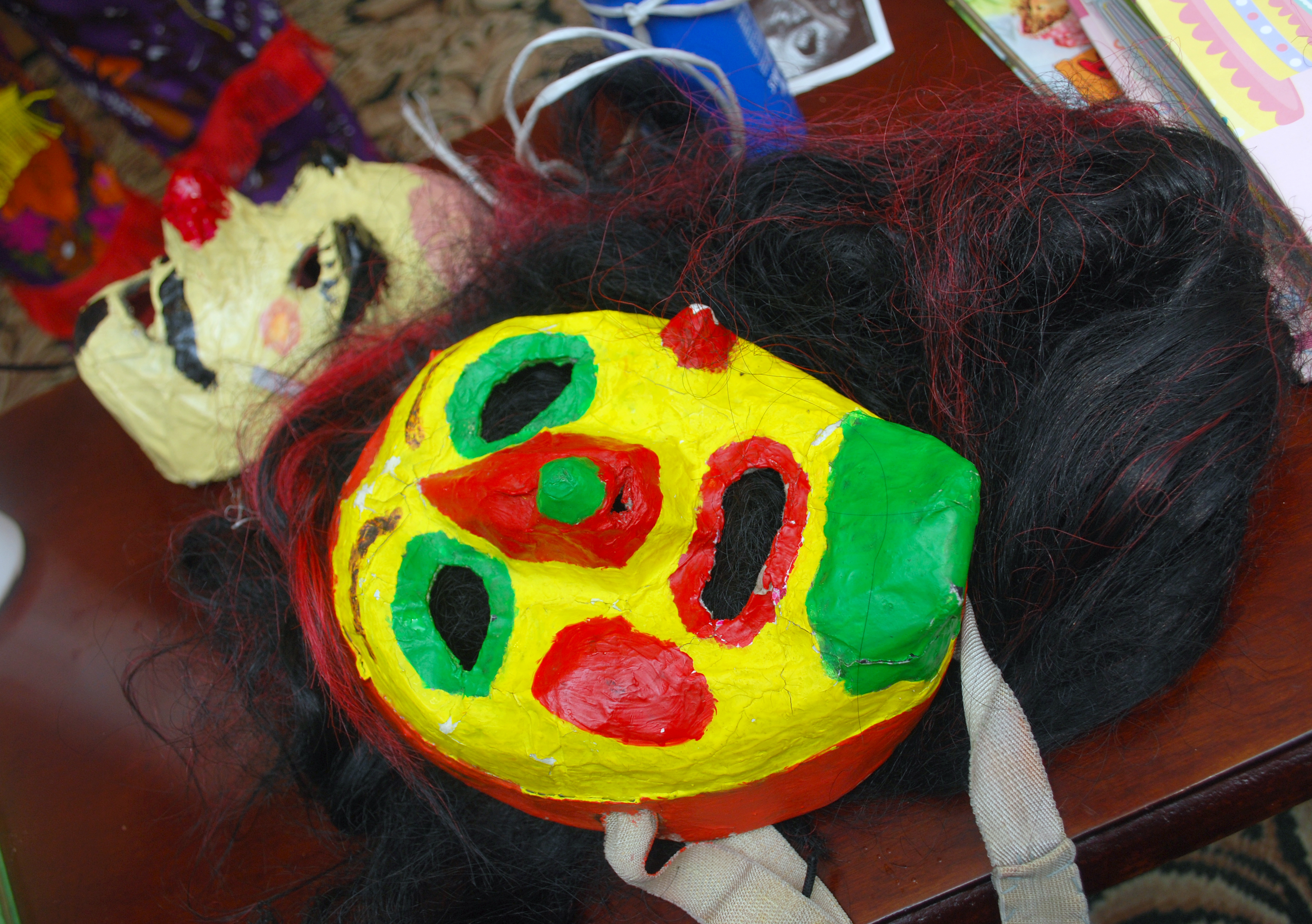
Przykładowa maska wilamowickiego śmiergustnika.

Dwa elementy związane z obrzędami wielkanocnymi w Wilamowicach lub ze śmierguśnickim przebraniem nie są już praktykowane.
Tradycja polewania miała przynieść szczęście i pomyślność polanym pannom. Jak podają źródła, w drugi dzień Świąt Wielkiejnocy, przy tej okazji, w Wilamowicach nie zapominano również o „wspieraniu” urodzaju na polach: ”(...) W palmową niedzielę święcą palmy, które potem przechowują w domach, zatknięte pod dachem. Z palm tych robią krzyżyki, które zatykają w drugie święto Wielkiejnocy w polach, żeby Bóg dał lepszy urodzaj, nazywając to zaniesieniem polu „święconego śmirgustu“.
W Wilamowicach stroje śmierguśnickie, będące swego rodzaju osobliwością, zakładano również w trzeci dzień wesela (tyle trwało wesele u bogatszych mieszkańców): „(…) Drużbowie i drużki, a także inni uczestnicy wesela, głównie młodzi, przebierali się tego ostatniego dnia – mężczyźni za kobiety, kobiety za mężczyzn, drużbowie za parę młodą itd., malowali się „nie do poznania” i jeździli po śmierguście przystrojonymi wozami, przeważnie z muzyką, zapraszać na poprawiny. Zbierali do koszyków wódkę, czasem porwali gdzieś kurę i przywieźli młodym „na dorobek” (…)".

## Współczesność

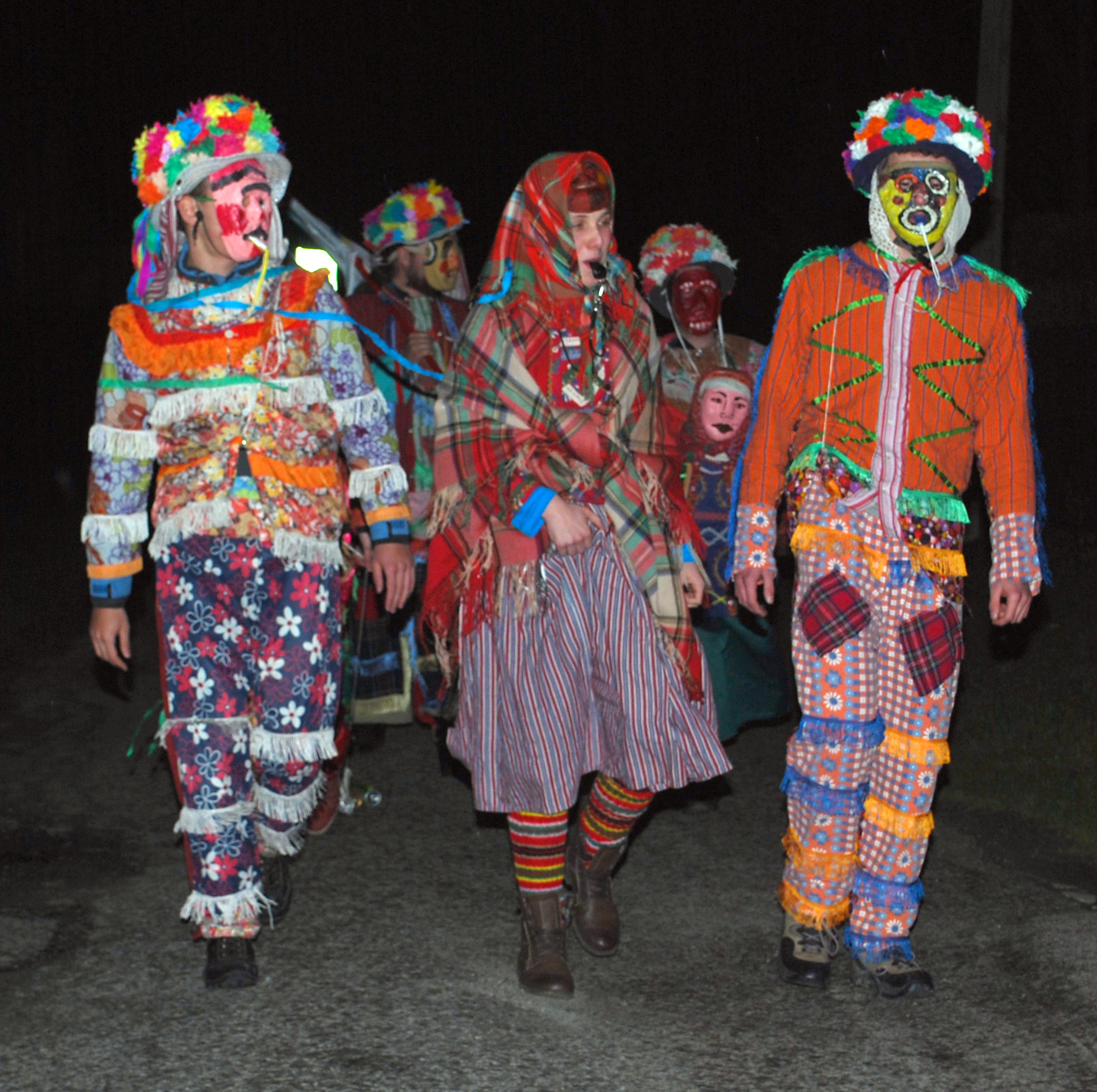
Przebierańcy wielkanocni w Wilamowicach.

Zwyczaj Śmiergustów, związany z polewaniem wodą, jest wciąż żywy i jest elementem niematerialnego dziedzictwa kultury wilamowskiej.
Obrzęd „Śmiergustów” znalazł też swoje odzwierciedlenie w folklorze scenicznym. Wilamowski Zespół Regionalny „Wilamowice” i zespół folklorystyczny „Wilamowice-Fil”, przybliżają realia „Śmiergustów”. Jolanta Danek – dyrektor tego drugiego zespołu, dostrzegła też ciekawe zjawisko towarzyszące tradycyjnemu obrzędowi: „(...) chłopcy z sąsiednich miejscowości dołączają do naszych śmierguśników, by razem z nimi aktywnie uczestniczyć w zabawie. Zawsze to okazja, by poznać jakąś ładną pannę (…)”.